# Temporada da NBA de 1980–81
A Temporada da NBA de 1980-81 foi a 35º temporada da National Basketball Association. O campeão foi o Boston Celtics.